# Lesser Slave River 124, Alberta
Lesser Slave River 124, din provincia Alberta, Canada  este un district municipal situat central în Alberta. Districtul se află în Diviziunea de recensământ 17. El se întinde pe suprafața de  10,075.88 km2  și avea în anul 2011 o populație de 2,929 locuitori.
Cities Orașe
--
Towns Localități urbane
- Slave Lake

Villages Sate
--
Summer villages Sate de vacanță
--
Hamlets, cătune
- Canyon Creek
- Chisholm
- Flatbush
- Marten Beach
- Smith
- Wagner
- Widewater

Așezări
- Assineau
- Chisholm Mills
- Decrene
- Hondo
- Kilsyth
- Mitsue
- Moose Portage
- Old Town
- Overlea
- Ranch
- Saulteaux
- Spurfield
- Tieland
- Port Cornwall

1. 1 2  Population and dwelling counts, for Canada, provinces and territories, and census subdivisions (municipalities), 2016 and 2011 censuses – 100% data (în engleză), 20 februarie 2019